# 일본국 헌법 제79조
일본국 헌법 제79조(일본어: 日本国憲法第79条)은 일본국 헌법 제6장 "사법"의 조문 중 하나이다. 최고재판소의 재판관, 국민심사, 정년, 보수에 대해 규정하고 있다.

## 조문
일본국 헌법 제79조
① 최고재판소는 그 장(長)인 재판관 및 법률이 정하는 인원수의 그 외 재판관으로 이를 구성하며, 그 장(長)인 재판관 이외의 재판관은 내각이 이를 임명한다.
② 최고재판소 재판관의 임명은 그 임명 후 처음으로 행해지는 중의원 의원 총선거 때 국민의 심사에 부치고, 그 후 10년을 경과한 뒤 처음으로 행해지는 중의원 의원 총선거 때 다시금 심사에 부치며, 그 후도 같다.
③ 전항의 경우에 있어서, 투표자의 다수가 재판관의 파면을 찬성할 때는 그 재판관은 파면된다.
④ 심사에 관한 사항은 법률로 이를 정한다.
⑤ 최고재판소 재판관은 법률이 정하는 연령에 달하였을 때 퇴관한다.
⑥ 최고재판소 재판관은 모두 정기적으로 상당액의 보수를 받는다. 이 보수는 재임 중 이를 감액할 수 없다.

## 해설
제1항은 최고재판소의 구성에 대해 규정한 것이고, 제2항부터 제4항까지는 최고재판소 재판관 국민심사에 대해 규정하고 있다. 따라서 한번 최고재판소 재판관에 임명된 자는 10년 주기로 중의원 의원 총선거와 함께 시행되는 투표에서 심사에 부쳐지며, 여기서 투표자의 과반수가 해당 재판관의 파면에 찬성하면 즉시 해당 재판관은 파면된다. 심사에 관하여 구체적인 것은 법률 규정에 위임하고 있다.
제5항은 최고재판소 재판관이 정년에 이르면 퇴관하도록 규정하였는데, 법률에 따라 정년은 70세로 정해져 있다. 대한민국에서 대법원장의 임기가 6년 단임으로 한정되어 있는 것과 달리 일본에서는 최고재판소의 장(長)인 재판관(최고재판소 장관)의 임기에 대해 특별히 규정된 것이 없어 본 조 규정에 따라 최고재판소 장관은 임명 후 정년인 70세가 될 때까지 재임한다.
제6항은 최고재판소 재판관의 보수에 대해 규정하였다. 이 중 최고재판소의 장(長)인 재판관(최고재판소 장관)의 보수는 사법부를 대표하는 직책임을 고려해 행정부 수반인 내각총리대신과 같은 금액이 지급된다.